# 南非白人
南非白人是來自歐洲任何白人種族群體的南非人，他們認為自己不是或者不被視為另一個族群的一部分（例如有色人族群）。在語言、文化和歷史方面，他們通常可分為說南非語的荷蘭東印度公司原始定居者後裔（稱為阿非利卡人），以及說英語的英國殖民者後裔。在2016年，57.9%的南非白人以南非語作為母語、40.2%使用英語、1.9%使用如葡萄牙語或德語等的其他語言。南非白人是非洲迄今為止最大的歐洲裔族群。
南非白人人口佔比一直呈現下降趨勢。1911年，白人人口為127万，占南非总人口的22.7%。2019年，白人人口是462万，占南非全國人口比例为7.9%，
南非白人與其他非洲白人群體有很大不同，因為他們就像阿非利卡人同樣有一種獨立的文化認同感，並建立了獨特的語言、文化和信仰。在當代，南非白人嘗試宣告自身為非洲的種族，或將自己稱之為“非洲人”。

## 歷史
南非白人的歷史可以追溯到16世紀。來自葡萄牙的航海家瓦斯科·達伽馬到達好望角，開始南非白人的定居。此後葡萄牙雖然控制經非洲前往印的航線，但除好望角一帶外並未展開全面殖民。歐洲對南非的殖民歷史始於1652年，由荷蘭東印度公司的贊·范里貝克領導下在好望角定居。儘管來自荷蘭的官員和殖民者佔優勢，但開普殖民地境內還有一些逃離法國國內宗教迫害的胡格諾派以及不願到亞洲服役的德國士兵和水手。殖民地在兩個多世紀之後仍然處於荷蘭統治之下，之後在1806年被英國吞併。那時，南非有大約26,000名歐洲人後裔，其中絕大多數擁有荷蘭血統。然而，從1818年開始，成千上萬的英國移民抵達不斷增長的開普殖民地，希望加入當地勞動力隊伍或直接在邊境定居。在1830年代的牛車大遷徙期間，約有五分之一講原始荷蘭語的開普敦白人向東遷移，並在南非內陸建立了自己的國家——布爾共和國。儘管如此，由於移民原因，在開普敦的歐洲裔人口繼續增加，到1865年已達到181,592人。1880年至1910年間，不同國籍的東歐人湧入，特別是來自波羅的海地區，當中尤其以立陶宛的大型猶太人社區為主。
南非第一次全國人口普查於1911年舉行，當時白人人口為1,276,242人。到1936年，南非估計有2,003,857名白人，到1946年，這一數字已達到2,372,690人。在二十世紀中後期，南非開始接收數萬名歐洲移民，包括來自德國、意大利、荷蘭、希臘和葡萄牙帝國領土。到1965年，南非的白人人口增加到3,408,000多人，在1973年時達到4,050,000人，而在1990年時更達到5,044,000人。
1994年白人政權結束後，很多南非白人為免受到新生的黑人政權報復而選擇移民，主要去英國，美國和澳大利亞。由於移民出境的白人人數增加，在1990年至2000年代中期，居住在南非本國的白人開始逐漸減少。
今天，南非白人被認為是非洲大陸上最後一個擁有歐洲血統的主要白人群體，部分原因是由於在非殖民化期間大多數非洲國家的殖民主義者大規模外流。白人繼續在南非經濟和政治領域上發揮其作用。由於最近沒有人口普查，目前的南非白人人數並不完全清楚，但自1994年南非首次多種族選舉以來，佔南非人口總體高達9%的白人在數量上和比例上均呈下降趨勢。有不到一百萬的南非白人是外籍工人而居住在國外，這構成南非人才外流的大部分。

### 種族隔離時代
根據《1950年人口登記法》，南非的每個居民都被分為幾個不同種族群體中的一個，其中白人就是其中之一。種族分類辦公室將白人定義為“外表顯然是白人，通常不被認為是有色人；或者通常被認為是白人，但外表顯然不是白人”。當董事會決定將某人歸類為白人或有色人時，會使用許多標準，包括身體（例如頭部和體毛的檢查）和社交（例如飲食習慣、是否熟悉南非語或歐洲語言）。這標準幾乎擴展到所有被認為是由兩個白人所生的子女，無論其外表是如何。此法於1991年6月17日廢除。

### 後種族隔離時代
在1994年的《就業平等法》中，立法宣傳黑人就業。南非救助黑人政策的立法進一步賦予黑人權力，因為政府認為所有權、就業、培訓和社會責任倡議賦予南非黑人權力，作為頒布政策的重要標準。但是，私營企業自願遵守這一立法。一些報告表明，與種族隔離時期相比，越來越多的白人遭受貧困，並將此歸因於此類法律－超過35萬名的阿非利卡人可能被列為貧困人口，一些研究表明，多達150,000人正在為生存而苦苦掙扎。這與暴力犯罪的浪潮相結合，導致大量的阿非利卡人和英語人士離開南非。
“種族滅絕觀察”的理論認為，農場襲擊事件構成對南非白人種族滅絕的早期預警跡象，並批評南非政府對該問題不採取行動，指出白人農民的謀殺率如報告中所述（其中也包括非歐洲人的非洲裔農民）是南非一般人口的四倍。南非有4萬名白人農民。自1994年以來，已有數千名農民在成千上萬的農場襲擊中被殺害，其中許多人遭到殘酷的酷刑和/或強姦。一些受害者被平滑熨斗燒傷或者在喉嚨裡倒沸水。

### 僑民和移民
自1994年以來，大量南非白人移民。因此，目前在英國和其他發達國家有大型的南非語以及英語的南非白人社區。在1995年至2005年期間，超過一百萬南非白人移民至國外，暴力、黑人出於種族動機而對白人的犯罪以及白人缺乏就業機會為主要原因。
種族隔離結束時引入的土地改革計劃意味著在20年內30%的白人商業農場土地應轉讓給黑人所有者。但截至2014年，這一目標並未實現。在1994年種族隔離結束時，南非85%的耕地歸白人所有；然而到2016年，南非農業協會發現這比例已降至73%。
2018年2月，南非議會以241票對83票通過開始修改《南非憲法》中的“財產條款”，無償徵收土地。西開普省非洲人國民大會秘書法耶茲·雅各布將財產條款修正案稱之為強制進行土地所有權轉讓的對話中的“堅持”，並希望“以一種有序的方式完成轉讓，不會創造‘他們’和‘我們’（的情況）。”

### 當前趨勢

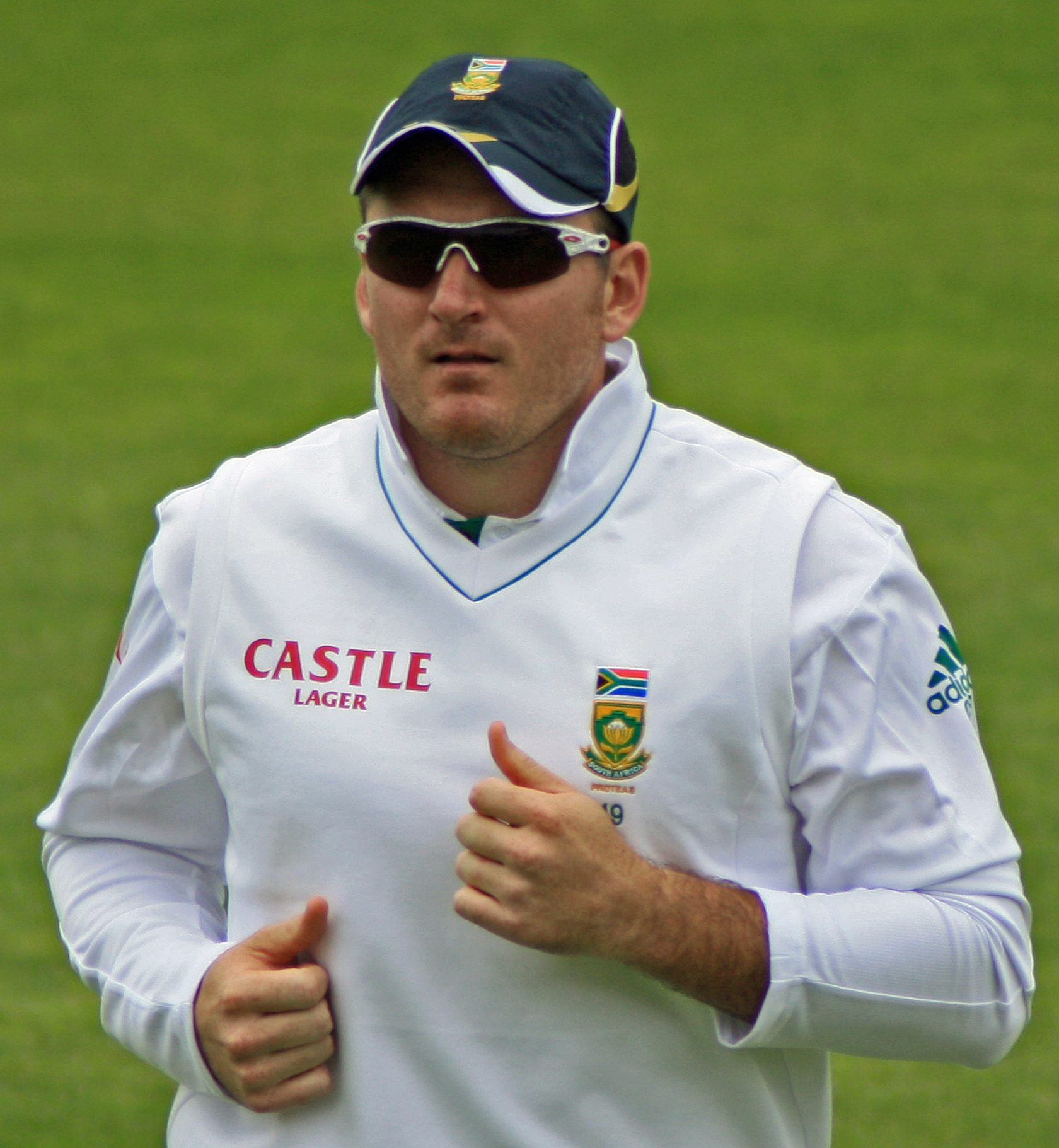
格雷姆·史密斯，南非國家板球隊的前對抗賽隊長。

二十世紀下半葉以來，由於南非其他族群的出生率較高以及移民率較高，南非白人社區的比例穩步下降。在1977年，有430萬白人，佔當時人口的16.4%。截至2016年，估計自1995年以來至少有80萬南非白人移民至國外。
像許多其他社區強烈依附於西方和歐洲在非洲的殖民遺產一樣，南非白人過去在經濟上往往比黑人更好，而且已經放棄了對多數人統治的政治支配地位。然而，南非還有一些白人生活在貧困之中－特別是在20世紀30年代，並且自從白人少數統治結束後以來越來越多。目前，估計高達12%的南非白人處於貧困，儘管事實核查網站非洲核查將這些數字形容為“嚴重膨脹”，並表示更準確的估計是“只佔白人人口的一小部分－只有7,754個家庭受到影響”。

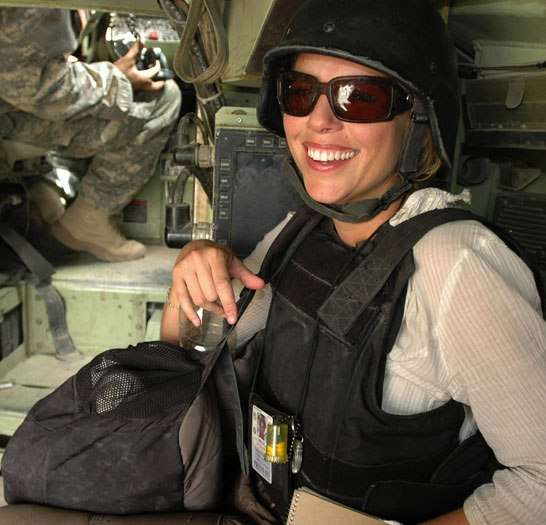
拉臘·洛根是一名電視與電台記者及戰地記者。

白人貧困的新現象常常歸咎於政府的平權就業立法，該立法為黑人保留了80%的新工作，並支持黑人擁有的公司。2010年，據路透社報導表示，根據團結工會和民間組織的統計，有45萬白人生活在貧困線以下，一些研究表明，多達15萬人正在為生存而苦苦掙扎。
另一個問題是犯罪。生活在如桑頓的富裕白人郊區的一些南非白人受到2008年的房屋搶劫和相關犯罪增加13.5%所影響。在一項研究中，安全研究所的高級研究員約翰·伯格博士指出犯罪分子專門針對富裕的郊區。伯格透露，幾個富裕的郊區被較貧窮的居民區所包圍，後者的居民往往以前者為搶劫的目標居民。伯格認為這還與犯罪分子所擁有的權利複合體有關；“他們覺得自己有權利從那些有很多東西的人那裡拿走”。該報告還發現，豪登省富裕郊區的居民不僅面臨被搶劫的風險，而且還面臨著搶劫期間被謀殺的可能性。
所幸的是，全球金融危機減緩了白人移民海外的高發率，並促使越來越多的白人移民回到南非生活。埃利奧特國際首席執行官兼職業搬家協會董事會成員查爾斯·路克斯表示，在截至2008年12月的過去六個月中，移民數量下降了10%。同時，他透露“人口移入”增加了50%。然而，這些數字可能非常不可靠，由於法律允許南非公民持有雙重國籍，因此許多移民的人在改變其公民身份時不會讓他們本身的南非國籍處於中止或失效狀態，而且這亦沒有報告的方法。
截至2014年5月，歸鄉革命估計在過去十年中約有34萬南非白人返回南非。
此外，來自歐洲的移民也補充了白人人口。2011年人口普查發現，生活在南非的63,479名白人出生在歐洲；其中，自2006年以來已有28,653人遷往南非。

## 人口
| 南非白人母語 | 南非白人母語 | 南非白人母語 | 南非白人母語 | 南非白人母語 |
| ------------ | ------------ | ------------ | ------------ | ------------ |
| 語言         | 語言         |              | 百分率       | 百分率       |
| 南非語       | 南非語       |              | 61%          | 61%          |
| 英語         | 英語         |              | 36%          | 36%          |

南非統計局2011年人口普查顯示，南非約有4,586,838名白人，佔人口的8.9%。自2001年人口普查以來，這一數字增加了6.8%。根據2011年人口普查，有36%白人的第一語言是南非英語，而有61%白人的第一語言是南非語。無論他們的第一語言或血統是如何，大多數南非白人都認為自己是南非人。

### 宗教
| 南非白人宗教信仰 | 南非白人宗教信仰 | 南非白人宗教信仰 | 南非白人宗教信仰 | 南非白人宗教信仰 |
| ---------------- | ---------------- | ---------------- | ---------------- | ---------------- |
| 宗教             | 宗教             |                  | 百分率           | 百分率           |
| 基督宗教         | 基督宗教         |                  | 87%              | 87%              |
| 無宗教           | 無宗教           |                  | 9%               | 9%               |
| 其他宗教         | 其他宗教         |                  | 3%               | 3%               |
| 猶太教           | 猶太教           |                  | 1%               | 1%               |

大約87%的南非白人是基督宗教教徒，9%是非宗教信徒，1%是猶太人。最大的基督宗教教派是荷兰归正会，其中23%白人是其成員。其他重要教派包括衛理宗（8%）、羅馬天主教（7%）和聖公宗（6%）。

### 遷移
由於各自國家內的政治或經濟動盪，許多歐裔非洲白人從非洲大陸的其他地區遷移到南非。在20世紀70年代和80年代，數千名來自莫桑比克和安哥拉的葡萄牙定居者以及津巴布韋白人移民到南非。然而，絕大多數歐洲移民與該地區的殖民化有關，他們為了利用南非的資源、礦產和其他有利可圖的元素而進行遷移。
與此同時，在過去二十年中，許多南非白人也移民到西方國家，主要是英國、愛爾蘭、加拿大、澳大利亞、紐西蘭和美國等英語國家，而其他白人則在荷蘭、比利時、西班牙、法國、阿根廷、墨西哥、以色列和巴西定居。然而，金融危機已經減緩了移民率，截至2014年5月，歸鄉革命估計在過去十年中有大約34萬白人返回南非。

### 分佈
| 0–20% 20–40% 40–60% |  | 60–80% 80–100% |

| <1 /km² 1–3 /km² 3–10 /km² 10–30 /km² 30–100 /km² |  | 100–300 /km² 300–1000 /km² 1000–3000 /km² >3000 /km² |

南非白人在各地區佔總人口的比例。

南非白人在各地區的人口密度。

根據南非統計局的數據，南非白人佔南非總人口的8.9%（2011年人口普查）。鑑於2001年人口普查的數量不足，白人在自治市當局的實際比例份額可能會更高。
下表根據2011年人口普查顯示了各省白人的分佈情況：
| 省份            | 白人人口（2011年） | 白人人口（2001年） | 佔總人口百分比（2011年） | 佔總人口百分比（2001年） | 2001年－2011年百分比變化 | 佔全國白人人口百分比（2011年） |
| --------------- | ------------------ | ------------------ | ------------------------ | ------------------------ | ------------------------ | ------------------------------ |
| 東開普省        | 310,450            | 305,837            | 4.7                      | 4.9                      | -0.2 ▼                   | 6.8                            |
| 自由邦省        | 239,026            | 238,789            | 8.7                      | 8.8                      | -0.1 ▼                   | 5.2                            |
| 豪登省          | 1,913,884          | 1,768,041          | 15.6                     | 18.8                     | -3.2 ▼                   | 41.7                           |
| 夸祖魯-納塔爾省 | 428,842            | 482,115            | 4.2                      | 5.0                      | -0.8 ▼                   | 9.3                            |
| 林波波省        | 139,359            | 132,420            | 2.6                      | 2.7                      | -0.1 ▼                   | 3.0                            |
| 普馬蘭加省      | 303,595            | 197,079            | 7.5                      | 5.9                      | +1.6 ▲                   | 6.6                            |
| 西北省          | 255,385            | 233,935            | 7.3                      | 7.8                      | -0.5 ▼                   | 5.6                            |
| 北開普省        | 81,246             | 102,519            | 7.1                      | 10.3                     | -3.2 ▼                   | 1.8                            |
| 西開普省        | 915,053            | 832,902            | 15.7                     | 18.4                     | -2.7 ▼                   | 19.9                           |
| 合共            | 4,586,838          | 4,293,640          | 8.9                      | 9.6                      | -0.7 ▼                   | 100.0                          |

## 政治
南非白人繼續參與政治，在整個政治光譜中從左派到右派都有他們的存在。
在2009年，時任南非總統雅各布·祖馬評論說，阿非利卡人是“在歐洲大陸或歐洲以外唯一的白人部落，是真正的非洲人”，並說“在南非的所有白人群體中，只有阿非利卡人是真正意義上的南非人。”這番言論導致憲法權利中心向人權委員會提起訴訟，反對祖馬。2015年，祖馬說：“你必須記住，一個名叫贊·范里貝克的男子於1652年4月6日抵達這裡，這是這個國家陷入困境的開始”，這促使人權委員會針對祖馬的仇恨言論進行投訴調查。
南非前總統塔博·姆貝基在他的一篇演講中向國家表示：“南非屬於所有生活在其中的人。包括黑人和白人。”南非白人的歷史可以追溯到16世紀。
在1994年之前，白人作為一個少數民族在種族隔離制度下擁有完全的政治權力，這種制度被稱為南非種族隔離。一些白人支持這一政策，但亦有其他的一些人反對。在種族隔離時期，來自臺灣、南韓和日本的移民被認為是南非的“榮譽白人”，這是因為白人政府與這些國家保持著外交關係。這些“榮譽白人”被授予與白人相同的特權，至少他們達到了居住的目的。一些非裔美國人如馬克斯·耶根也被授予“榮譽白人”身份。

## 統計

### 歷史人口
南非白人的人口統計數據差異很大。大多數消息來源顯示白人人口在1989年至1995年期間達到峰值，大約為520至560萬。到那時為止，由於高出生率和移民率，白人人口大幅增加。隨後，在20世紀90年代中期和2000年代中期之間，白人人口總體下降。然而，從2006年到2013年，白人人口再次增加。
| 年份 | 白人人口    | 佔總人口百分比 | 來源                           |
| ---- | ----------- | -------------- | ------------------------------ |
| 1904 | 1,116,805   | 21.6%          | 1904年人口普查                 |
| 1911 | 1,270,000 ▲ | 22.7% ▲        | 1911年人口普查                 |
| 1960 | 3,088,492 ▲ | 19.3% ▼        | 1960年人口普查                 |
| 1961 | 3,117,000 ▲ | 19.1% ▼        | 南非統計局：1961年年中人口估計 |
| 1962 | 3,170,000 ▲ | 19.0% ▼        | 南非統計局：1962年年中人口估計 |
| 1963 | 3,238,000 ▲ | 19.0% ━        | 南非統計局：1963年年中人口估計 |
| 1964 | 3,323,000 ▲ | 19.0% ━        | 南非統計局：1964年年中人口估計 |
| 1965 | 3,398,000 ▲ | 19.0% ━        | 南非統計局：1965年年中人口估計 |
| 1966 | 3,481,000 ▲ | 19.0% ━        | 南非統計局：1966年年中人口估計 |
| 1967 | 3,563,000 ▲ | 19.0% ━        | 南非統計局：1967年年中人口估計 |
| 1968 | 3,639,000 ▲ | 19.0% ━        | 南非統計局：1968年年中人口估計 |
| 1969 | 3,728,000 ▲ | 19.0% ━        | 南非統計局：1969年年中人口估計 |
| 1970 | 3,792,848 ▲ | 17.1% ▼        | 1970年人口普查                 |
| 1971 | 3,920,000 ▲ | 17.0% ▼        | 南非統計局：1971年年中人口估計 |
| 1972 | 4,005,000 ▲ | 16.9% ▼        | 南非統計局：1972年年中人口估計 |
| 1973 | 4,082,000 ▲ | 16.8% ▼        | 南非統計局：1973年年中人口估計 |
| 1974 | 4,160,000 ▲ | 16.7% ▼        | 南非統計局：1974年年中人口估計 |
| 1975 | 4,256,000 ▲ | 16.8% ▲        | 南非統計局：1975年年中人口估計 |
| 1976 | 4,337,000 ▲ | 18.2% ▲        | 南非統計局：1976年年中人口估計 |
| 1977 | 4,396,000 ▲ | 17.9% ▼        | 南非統計局：1977年年中人口估計 |
| 1978 | 4,442,000 ▲ | 18.5% ▲        | 南非統計局：1978年年中人口估計 |
| 1979 | 4,485,000 ▲ | 18.4% ▼        | 南非統計局：1979年年中人口估計 |
| 1980 | 4,522,000 ▲ | 18.1% ▼        | 1980年人口普查                 |
| 1981 | 4,603,000 ▲ | 18.0% ▼        | 南非統計局：1981年年中人口估計 |
| 1982 | 4,674,000 ▲ | 18.3% ▲        | 南非統計局：1982年年中人口估計 |
| 1983 | 4,748,000 ▲ | 18.2% ▼        | 南非統計局：1983年年中人口估計 |
| 1984 | 4,809,000 ▲ | 17.7% ▼        | 南非統計局：1984年年中人口估計 |
| 1985 | 4,867,000 ▲ | 17.5% ▼        | 1985年人口普查                 |
| 1986 | 4,900,000 ▲ | 17.3% ▼        | 南非統計局：1986年年中人口估計 |
| 1991 | 5,068,300 ▲ | 13.4% ▼        | 1991年人口普查                 |
| 1992 | 5,121,000 ▲ | 13.2% ▼        | 南非統計局：1992年年中人口估計 |
| 1993 | 5,156,000 ▲ | 13.0% ▼        | 南非統計局：1993年年中人口估計 |
| 1994 | 5,191,000 ▲ | 12.8% ▼        | 南非統計局：1994年年中人口估計 |
| 1995 | 5,224,000 ▲ | 12.7% ▼        | 南非統計局：1995年年中人口估計 |
| 1996 | 4,434,697 ▼ | 10.9% ▼        | 1996年南非人口普查             |
| 1997 | 4,462,200 ▲ | 10.8% ▼        | 南非統計局：1997年年中人口估計 |
| 1998 | 4,500,400 ▲ | 10.7% ▼        | 南非統計局：1998年年中人口估計 |
| 1999 | 4,538,727 ▲ | 10.5% ▼        | 南非統計局：1999年年中人口估計 |
| 2000 | 4,521,664 ▼ | 10.4% ▼        | 南非統計局：2000年年中人口估計 |
| 2001 | 4,293,640 ▼ | 9.6% ▼         | 2001年南非人口普查             |
| 2002 | 4,555,289 ▲ | 10.0% ▲        | 南非統計局：2002年年中人口估計 |
| 2003 | 4,244,346 ▼ | 9.1% ▼         | 南非統計局：2003年年中人口估計 |
| 2004 | 4,434,294 ▲ | 9.5% ▲         | 南非統計局：2004年年中人口估計 |
| 2005 | 4,379,800 ▼ | 9.3% ▼         | 南非統計局：2005年年中人口估計 |
| 2006 | 4,365,300 ▼ | 9.2% ▼         | 南非統計局：2006年年中人口估計 |
| 2007 | 4,352,100 ▼ | 9.1% ▼         | 南非統計局：2007年年中人口估計 |
| 2008 | 4,499,200 ▲ | 9.2% ▲         | 南非統計局：2008年年中人口估計 |
| 2009 | 4,472,100 ▼ | 9.1% ▼         | 南非統計局：2009年年中人口估計 |
| 2010 | 4,584,700 ▲ | 9.2% ▲         | 南非統計局：2010年年中人口估計 |
| 2011 | 4,586,838 ▲ | 8.9% ▼         | 2011年南非人口普查             |
| 2013 | 4,602,400 ▲ | 8.7% ▼         | 南非統計局：2013年年中人口估計 |
| 2014 | 4,554,800 ▼ | 8.4% ▼         | 南非統計局：2014年年中人口估計 |
| 2015 | 4,534,000 ▼ | 8.3% ▼         | 南非統計局：2015年年中人口估計 |
| 2016 | 4,515,800 ▼ | 8.1% ▼         | 南非統計局：2016年年中人口估計 |
| 2017 | 4,493,500 ▼ | 8.0% ▼         | 南非統計局：2017年年中人口估計 |
| 2018 | 4,520,100 ▲ | 7.8% ▼         | 南非統計局：2018年年中人口估計 |
| 2019 | 4,652,006 ▲ | 7.9% ▲         | 南非統計局：2019年年中人口估計 |

### 生育率
南非白人的生育控制情況穩定或略有下降：1990年有80%白人使用避孕藥，而1998年則有79%使用避孕藥。以下數據顯示南非歷史上記錄的一些生育率。然而，有各種各樣的資料顯示，到1980年時白人生育率達到低於世代更替水準（2.1）。同樣，最近的研究表明，生育率範圍從1.3到2.4不等。阿非利卡人的出生率往往高於其他白人。
| 年份 | 總和生育率 | 來源           |
| ---- | ---------- | -------------- |
| 1960 | 3.5 ▼      | SARPN          |
| 1970 | 3.1 ▼      | SARPN          |
| 1980 | 2.4 ▼      | SARPN          |
| 1989 | 1.9 ▼      | UN.org         |
| 1990 | 2.1 ▲      | SARPN          |
| 1996 | 1.9 ▼      | SARPN          |
| 1998 | 1.9 ━      | SARPN          |
| 2001 | 1.8 ▼      | hst.org.za     |
| 2006 | 1.8 ━      | hst.org.za     |
| 2011 | 1.7 ▼      | 2011年人口普查 |

### 預期壽命
以下數據顯示南非白人男性和女性出生時的平均預期壽命：
| 年份 | 平均預期壽命 | 男性預期壽命 | 女性預期壽命 |
| ---- | ------------ | ------------ | ------------ |
| 1980 | 70.3         | 66.8         | 73.8         |
| 1985 | 71           | ?            | ?            |
| 1997 | 73.5         | 70           | 77           |
| 2009 | 71           | ?            | ?            |

### 失業率
| 省份            | 白人失業率（正式） |
| --------------- | ------------------ |
| 東開普省        | 4.5%               |
| 自由邦省        |                    |
| 豪登省          | 8.7%               |
| 夸祖魯-納塔爾省 | 8.0%               |
| 林波波省        | 8.0%               |
| 普馬蘭加省      | 7.5%               |
| 西北省          |                    |
| 北開普省        | 4.5%               |
| 西開普省        | 2.0%               |
| 合共            |                    |

### 收入
以下數據顯示家庭戶主人口群體的平均家庭年收入：
| 人口群體    | 平均收入（2015年） | 平均收入（2011年） | 平均收入（2001年） |
| ----------- | ------------------ | ------------------ | ------------------ |
| 白人        | R 444 446 (321.7%) | R 365 134 (353.8%) | R 193 820 (400.6%) |
| 印度人/亞裔 | R 271 621 (196.6%) | R 251 541 (243.7%) | R 102 606 (212.1%) |
| 有色人      | R 172 765 (125.0%) | R 112 172 (108.7%) | R 51 440 (106.3%)  |
| 黑人        | R 92 983 (67.3%)   | R 60 613 (58.7%)   | R 22 522 (46.5%)   |
| 合共        | R 138 168 (100%)   | R 103 204 (100%)   | R 48 385 (100%)    |

### 勞動力百分比
| 省份            | 佔勞動力百分比 | 佔總人口百分比 |
| --------------- | -------------- | -------------- |
| 東開普省        | 10%            | 4%             |
| 自由邦省        |                |                |
| 豪登省          | 25%            | 18%            |
| 夸祖魯-納塔爾省 | 11%            | 6%             |
| 林波波省        | 5%             | 2%             |
| 普馬蘭加省      |                |                |
| 西北省          |                |                |
| 北開普省        | 19%            | 12%            |
| 西開普省        | 22%            | 18%            |
| 合共            |                |                |

### 語言
| 語言     | 2011   | 2001   | 1996   |
| -------- | ------ | ------ | ------ |
| 南非語   | 60.8%  | 59.1%  | 57.7%  |
| 英語     | 35.9%  | 39.3%  | 38.6%  |
| 其他語言 | 3.3%   | 1.6%   | 3.7%   |
| 合共     | 100.0% | 100.0% | 100.0% |

### 宗教
與其他白人種族相比，南非白人的宗教信仰仍然很高，但同樣也顯示出教徒和教堂出席人數比例穩步下降。直到最近，大部分南非白人都參加了定期的教會服務。
| 宗教                       | 數字      | 百分比（%） |
| -------------------------- | --------- | ----------- |
| - 基督宗教                 | 3 726 266 | 86.8%       |
| - 荷蘭歸正教               | 1 450 861 | 33.8%       |
| - 五旬宗/靈恩運動/使徒教會 | 578 092   | 13.5%       |
| - 衛理宗                   | 343 167   | 8.0%        |
| - 天主教                   | 282 007   | 6.6%        |
| - 聖公宗                   | 250 213   | 5.8%        |
| - 其他歸正宗               | 143 438   | 3.3%        |
| - 浸信宗                   | 78 302    | 1.8%        |
| - 長老宗                   | 74 158    | 1.7%        |
| - 路德宗                   | 25 972    | 0.6%        |
| - 其他基督宗教教派         | 500 056   | 11.6%       |
| 猶太教                     | 61 673    | 1.4%        |
| 伊斯蘭教                   | 8 409     | 0.2%        |
| 印度教                     | 2 561     | 0.1%        |
| 無宗教                     | 377 007   | 8.8%        |
| 其他宗教或未確定的         | 117 721   | 2.7%        |
| 合共                       | 4 293 637 | 100%        |